# Местна група
Местната група е група от галактики, която включва повече от 54 галактики (включително галактики-джуджета). Гравитационният ѝ център се намира някъде между Млечния път и галактиката Андромеда. Местната група обхваща 10 милиона светлинни години в диаметър) и има двоична форма. Групата от своя страна е част от Дева Supercluster (т.е. за местните Supercluster).
Двата най-масивни члена на групата са Млечният път и галактиката Андромеда. Тези две спирални галактики разполагат със системи от спътници.
- Галактиките-спътници на Млечния път са Стрелец джудже, Големият Магеланов облак, Малкият Магеланов облак, Голямо куче джудже, Малка мечка джудже, Драко джудже, Карина джудже, Sextans джудже, Скулптор джудже, Форнакс джудже, Лъв I, Лео II, и Голяма мечка джудже.
- Галактиките-спътници на Андромеда са: M32, M110, NGC 147, NGC 185, Андромеда I, Андромеда II, Андромеда III, Андромеда IV, Андромеда V, Pegasus dSph (известен още като Андромеда VI), Касиопея джудже (известна още като Андромеда VII), Андромеда VIII, Андромеда IX, Андромеда X.
- Галактиката Триъгълник, третата най-голяма галактика в местната група, може или не може да бъде спътник на галактиката Андромеда, но най-вероятно е Риби джудже като сателит.
- Членството на NGC 3109, както и неговите спътници Sextans А и Antlia джудже, е несигурно поради тяхното голямо разстояние от центъра на Местната група.

Останалите членове на групата са гравитационно изолирани от тези големи подгрупи: IC10, IC1613, Финикс джудже, Лъв, Tucana джудже, Кит джудже, Пегас джудже, Volf-Lundmark-Melotte, Водолей джудже, и Стрелец джудже.